# Сатьян, Арам Арамович
Арам Арамович Сатьян (арм. Արամ Արամի Սաթյան; род. 23 мая 1947, Ереван) — армянский композитор. Заслуженный деятель искусств Республики Армения (2011). Председатель Союза композиторов Армении.

## Биография
Арам Сатьян родился в 23 мая 1947 года в Ереване.
В 1961 г. окончил Ереванскую музыкальную школу имени А. Спендиаряна, первые профессиональные шаги сделал в Государственном музыкальном колледже имени Романоса Меликяна.
В 1970 г. окончил творческое отделение Ереванской государственной консерватории имени Комитаса, после чего повышал квалификацию в Москве.
В 1969 г. за произведение «Симфонические вариации» получил первую премию на Всесоюзном смотре молодых композиторов в Москве.
С 1970 г. был членом Союза композиторов СССР.
В 1973-80 гг. работал в Гостелерадио Армянской ССР музыкальным редактором, в 1980—1986 гг. — в Ереванском Государственном музыкально-педагогическом училище имени Арно Бабаджаняна заведующим кафедрой теории музыки.
В 1981—1984 гг. учился в аспирантуре Ереванской консерватории и был приглашен преподавать в творческом отделении.
В 1990—1994 гг. был художественным руководителем Ереванского камерного оркестра, в 1994—1997 гг. — директор музыкальных программ и художественный руководитель Государственного департамента телевидения и радио Армении.
Он профессор Ереванской консерватории. Обладатель множества наград различных национальных конкурсов: в 1981 г. — Государственная премия Союза коммунистов Армянской ССР, в 1976 г. — «Моя первая сказка о любви», в 1985 г. — «Ты помнишь», в 1991 г. — «Молитва надежды» песни — «Лучшая песня». Написал эстрадные оперы «Лилит», «Маленький Цахес», «Манекен», балет «Мы играем на рояле», 3 симфонии, ряд концертов, многочисленные симфонические и камерные произведения, более 300 песен и романсов, музыку для кино и театра. «Лилит» была написана в 1983 году и считается первым армянским произведением, написанным в этом жанре.
Арам Сатьян выпустил много пластинок, кассет в Армении, России, США, Франции, Аргентине, имеет стоковые пластинки.
Его отец Арам Сатунц и дядя Ашот Сатьян были известными композиторами.
В 2013 г. был избран председателем Союза композиторов Армении.

## Сатьянская музыкальная династия
- Ашот Сатьян (1906—1958 гг.)
- Арам Сатунц (Сатьян, 1913—1990 гг.)
- Арам Сатьян (1947)
- Ашот Сатьян младший (1965 г.)
- Артур Сатьян (1973 г.)
- Давид Сатьян (1979 г.)
- Лилит Сатьян (1981 г.)
- Рубен Сатьян (1982 г.)

## Награды и титулы
- Медаль «За заслуги перед Отечеством» I степени (2017 г.)[2].
- Медаль Мовсеса Хоренаци (2022 г.)[3].
- Заслуженный деятель искусств Республики Армения (2011 г.)[4].
- Золотая медаль Министерства культуры РА (2007 г.).